# Marabouparken

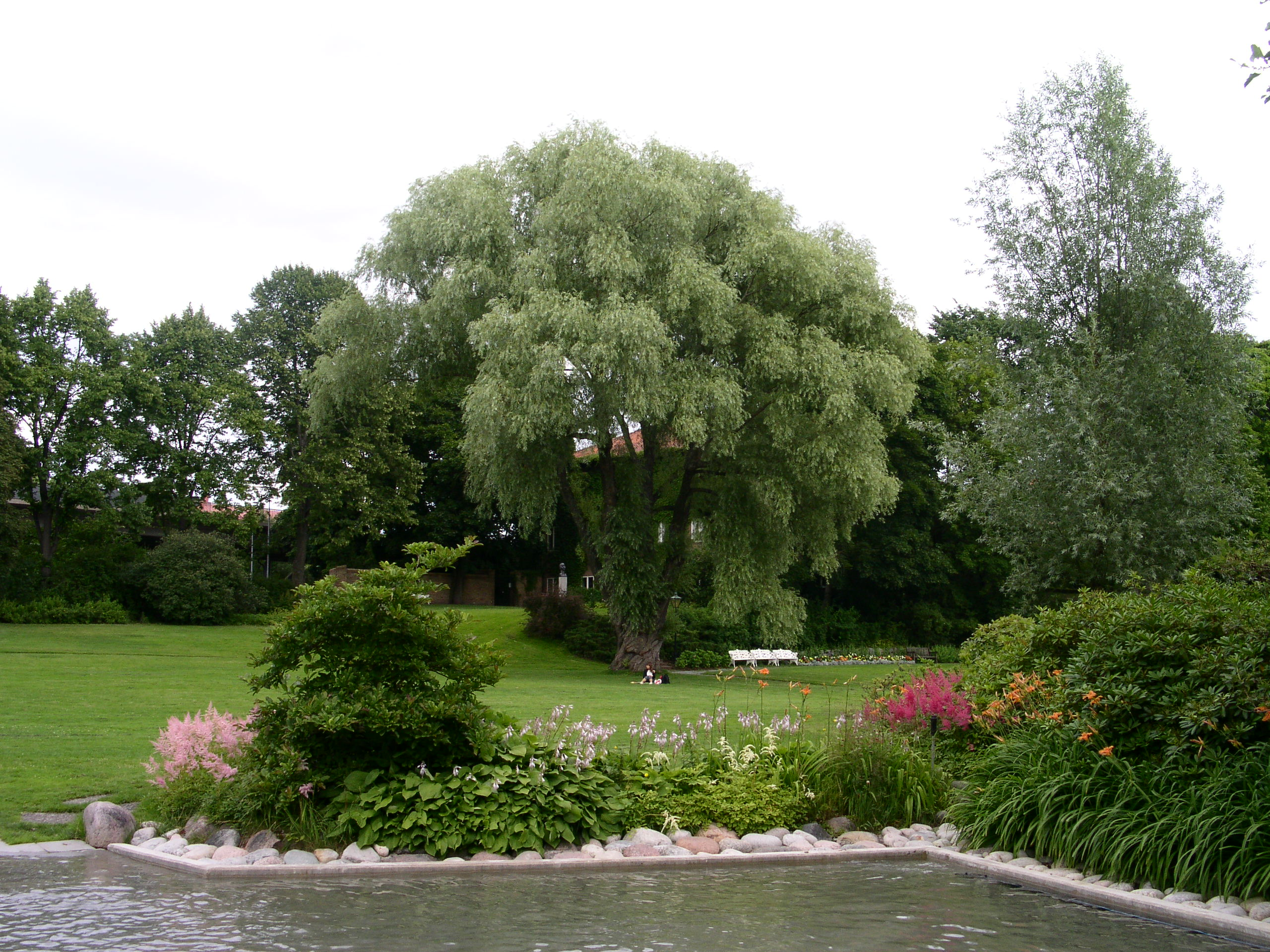
Marabouparken

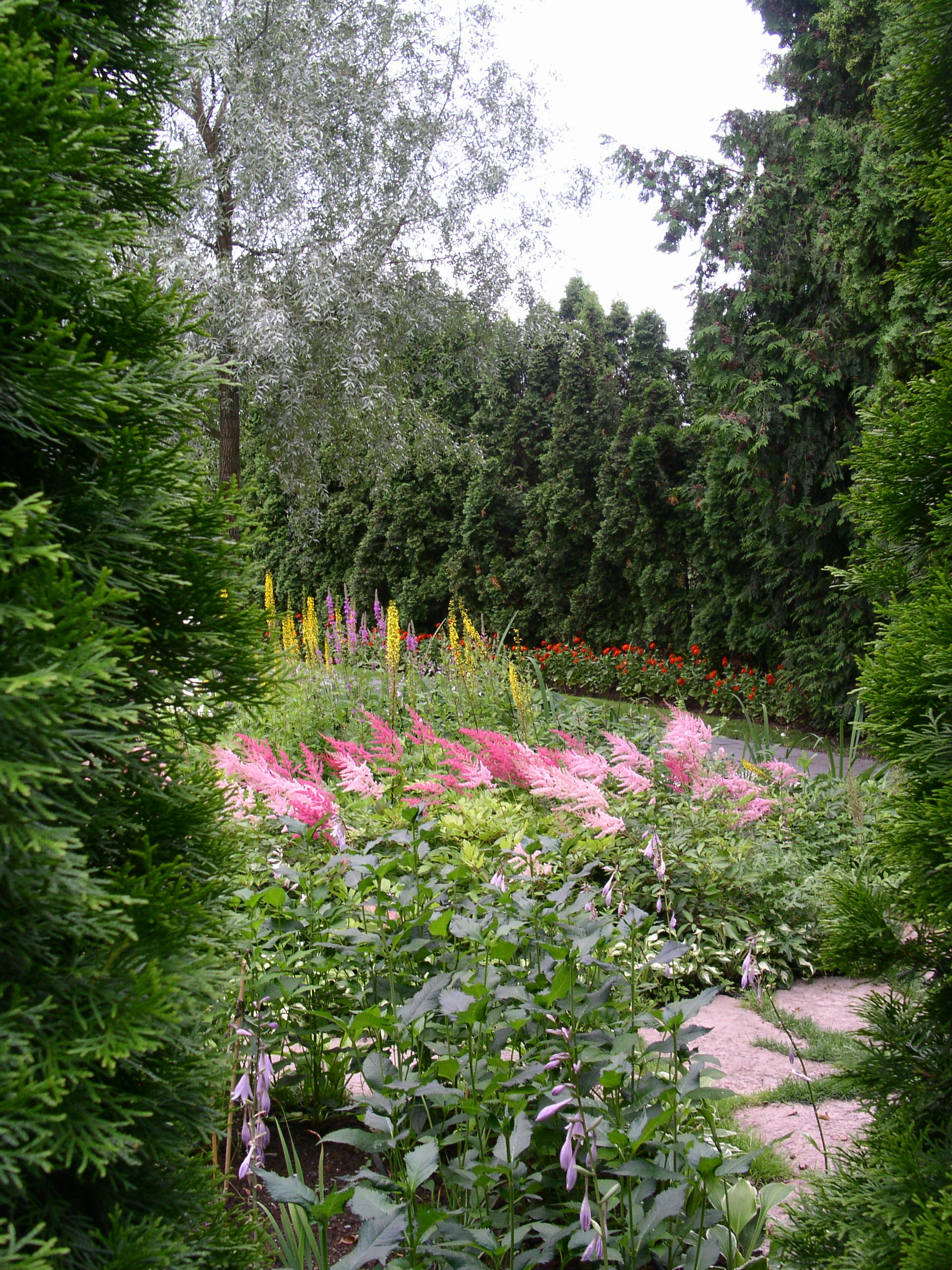
Marabouparken

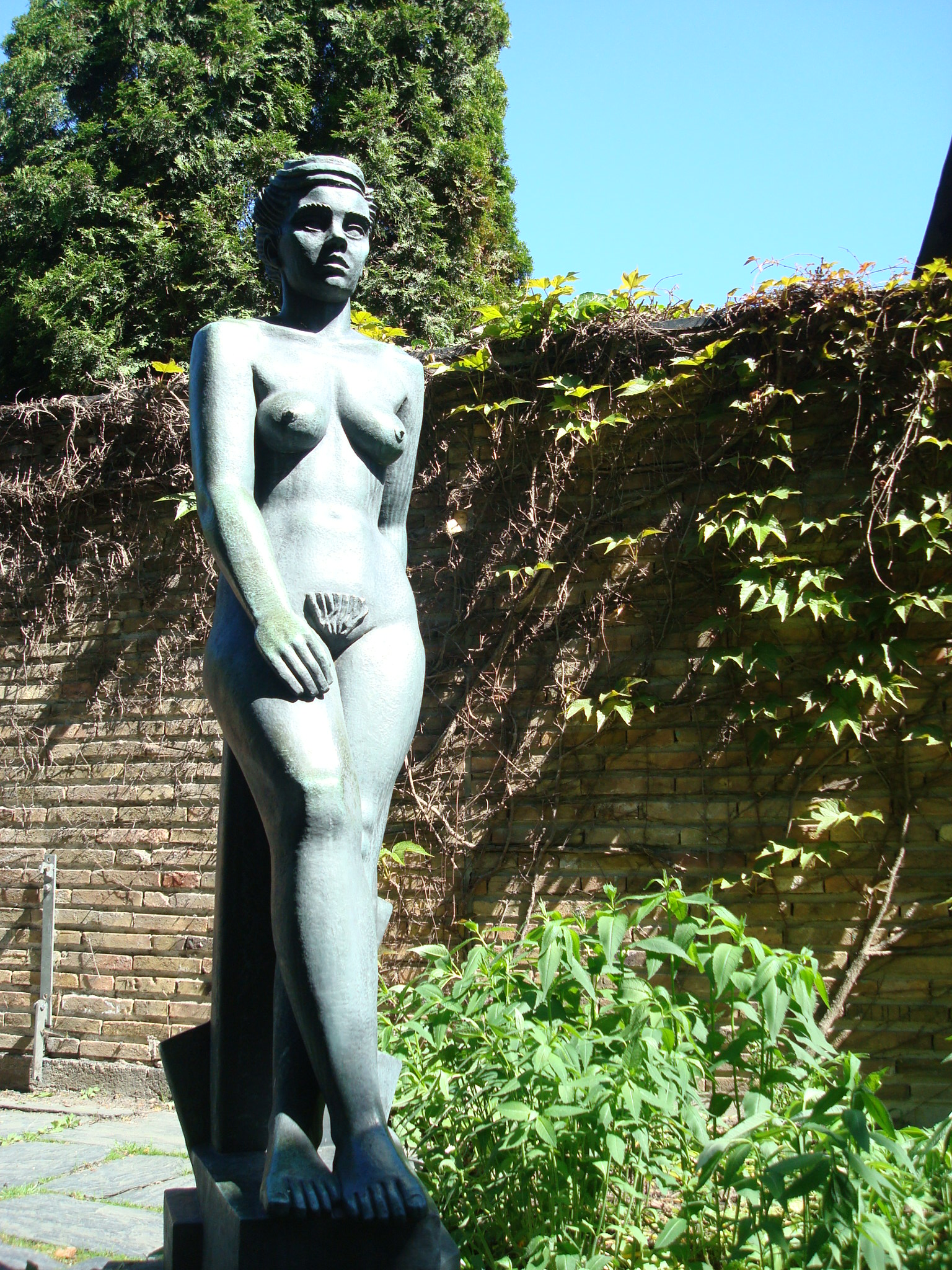
Margit av Bror Hjorth, 1945–1946.

Marabouparken är en park på Löfströmsvägen 8 i Sundbyberg med en samling  skulpturer samt en konsthall, Marabouparkens konsthall.
Parken är öppen för allmänheten. Plaskdammen är ett utflyktsmål för barnfamiljer.

## Historia
Parken var ursprungligen Sundbybergs gårds park, men då Marabou förvärvade tomten 1916 kom parken att förfalla. I samband med att man ansökte om rivningstillstånd för den gamla gården ställdes krav från kommunledningen att parken skulle återställas samt för evigt upplåtas till Sundbybergsborna för rekreation. Marabou, som låg långt framme vad gäller personalvård, ordnade så att parken även blev en rekreationspark för personalen på Marabou. Parken utformades, med den gamla parken som förebild, mellan 1937 och 1955 av trädgårds- och landskapsarkitekterna Sven Hermelin och Inger Wedborn. Med början år 1937 skapades Marabouparken, som blev en park både för företagets personal och allmänheten.
Det var under 1930-talet som Marabou erbjöds att köpa den intilliggande tomten, Sundbybergs gård, av Sundbybergs stad på villkor att även allmänheten fick tillgång till den park som man planerade för personalen. Sundbybergs gård var byggd 1785 och de två flyglarna tillkom 1788. År 1936 köptes gården av Marabou och den revs, då den inte gick att reparera. Sundbybergs gård kostade 50.000 kronor. Man hade blivit erbjuden gården tidigare, men då tackat nej. "Huset var i ett miserabelt skick", berättar den dåvarande verkställande direktören Henning Throne-Holst, och enda utvägen var rivning. Henning Throne Holst var verkställande direktör för AB Marabou i Sundbyberg under åren 1918–1947 och det var hans far Johan Throne Holst som hade etablerat chokladfabriken Marabou i Sverige 1916. En mindre park hörde till gården och resten av marken var av sankmarkskaraktär, men den fyllde man snart ut. Laboratoriet, ibland kallat kakaolaboratoriet, byggdes 1943 på den plats där Sundbybergs gård låg. Arkitekten Artur von Schmalensee ritade det nya laboratoriet i anslutning till parken.
Marabou har inte längre någon verksamhet i Sundbyberg, utan finns numera i Upplands Väsby under namnet Mondelēz Sverige. Sundbybergs kommun köpte parken 2006.
År 2009 påbörjades arbetet att bygga det underjordiska Marabouparkens konsthall i den östra delen av parken, det invigdes den 28 augusti 2010. I anslutning till galleriet ligger en restaurang.

## Konsten i Marabouparken
Huvudartikel: Konst i Marabouparken
Skulptursamlingen består av verk av Leonard Baskin, Émile Gilioli, Eric Grate, Ivar Johnsson, Arvid Knöppel, Nils Möllerberg, Marino Marini, Raymond Duchamp-Villon, Lennart Rodhe, Bror Hjorth, Henri Laurens och Gustav Vigeland inköpta av Marabou, främst genom dåvarande direktör Henning Throne-Holst, som var mycket konstintresserad.

## Marabouparkens konsthall
Huvudartikel: Marabouparkens konsthall

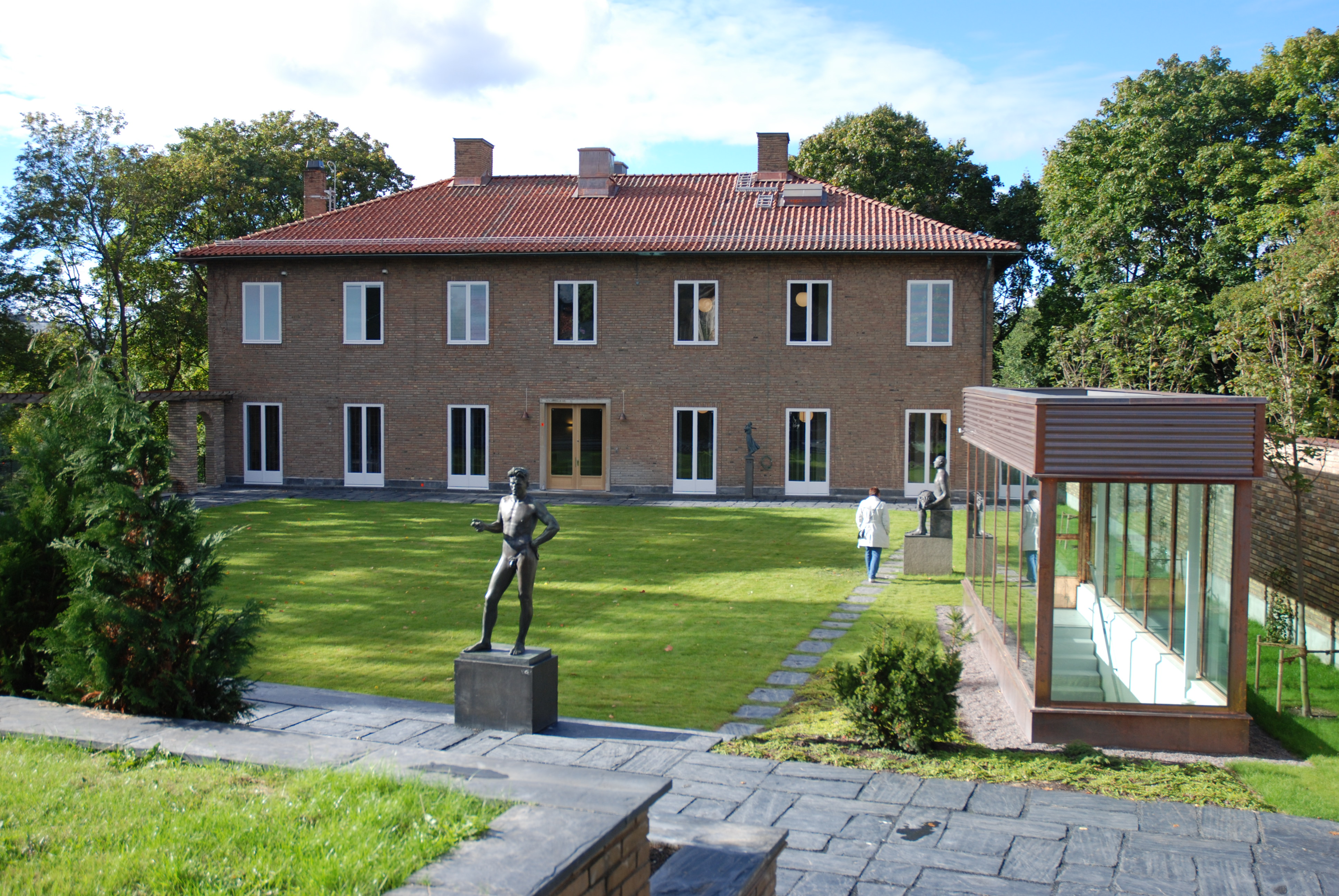
Marabouparkens konsthall är inrymt i direkt anslutning till den före detta byggnaden för kakaolaboratorium, som ritades av arkitekten Arthur von Schmalensee under marken i parkens östra del.

Sedan 2010 är Marabouparkens konsthall belägen i den av arkitekten Arthur von Schmalensees ritade före detta kakaolaboratorium i Marabouparken. Parken är en visionärt anlagd rekreationsanläggning för anställda vid Maraboufabriken som växte fram vid Bällstaån i Sundbyberg under 1940 och 1950-talen. Man beslöt att investera i en om- och tillbyggnad av laboratoriet för att hysa en ny konsthall, restaurang, konstpedagogik för barn och ungdomar samt möteslokaler när Sundbybergs stad köpte Marabouparken 2006. Man vill lyfta fram parken till dess fulla potential som riksangeläget besöksmål i och med ombyggnationen. Konsthallen drivs av en stiftelse som varit aktiv i Sundbyberg sedan 2005 och som har som målsättning att presentera ett urval av samtidens mest intressanta svenska och internationella konstnärer för både lokal och internationell publik. Som institution vill konsthallen att besökarna ska möta aktuella konstnärskap i utställningar som utforskar och speglar vad det är att vara människa idag och som på ett spännande sätt introducerar idéer och arbetssätt som finns inom den samtida konsten.

## Utmärkelser
- Sveriges vackraste park 2008. Juryn bestod av både experter och allmänheten.[3]
- I februari 2009 kom Marabouparken på andra plats i gräsklipparmotortillverkaren Briggs & Strattons tävling om Europas vackraste park. På första plats kom Aaseepark i den tyska staden Münster.[4][5]